# Критерий Дюлака
Критерий Дюлака — теорема в области теории обыкновенных дифференциальных уравнений и динамических систем, сформулированная  французским математиком Анри Дюлаком. Представляет собой достаточное условие того, что в односвязной области на плоскости векторное поле не имеет замкнутых траекторий (циклов) и полициклов. 

## Формулировка

Векторное поле, имеющее замкнутую траекторию, внутри неё имеет область с положительной и область с отрицательной дивергенцией. На рисунке они изображены разными цветами.

Пусть на плоскости задано непрерывно дифференцируемое векторное поле, то есть система обыкновенных дифференциальных уравнений
Если в односвязной области {\displaystyle D\subseteq \mathbb {R} ^{2}} существует гладкая функция {\displaystyle B(x,y)}, такая, что выражение
знакопостоянно и не обращается в ноль на {\displaystyle D}, то в этой области не существует замкнутых кривых, состоящих из траекторий системы.
Функцию {\displaystyle B(x,y)} называют функцией Дюлака. Частный случай критерия Дюлака с функцией {\displaystyle B(x,y)=1} называется  теорема Бендиксона об отсутствии замкнутых траекторий.
Без потери общности можно предположить, что в односвязной области {\displaystyle D} существует функция {\displaystyle B(x,y)} такая, что:
{\displaystyle {\frac {\partial \left(B(x,y)\cdot f(x,y)\right)}{\partial x}}+{\frac {\partial \left(B(x,y)\cdot g(x,y)\right)}{\partial y}}>0}
Пусть {\displaystyle C} — замкнутая кривая, состоящая из одной или нескольких траекторий, которая ограничивает некоторую область {\displaystyle S\subset D}. Тогда из теоремы Грина следует равенство 
{\displaystyle \iint _{S}{\left({\frac {\partial \left(B(x,y)\cdot f(x,y)\right)}{\partial x}}+{\frac {\partial \left(B(x,y)\cdot g(x,y)\right)}{\partial y}}\right)dxdy}=\oint _{C}{\left(B(x,y)\cdot f(x,y)\,dy-B(x,y)\cdot g(x,y)\,dx\right)}=\oint _{C}{B(x,y)\left({\dot {x}}\,dy-{\dot {y}}\,dx\right)}.}
Но, так как вдоль {\displaystyle C}: {\displaystyle dx={\dot {x}}\,dt} и {\displaystyle dy={\dot {y}}\,dt}, то:
{\displaystyle \oint _{C}{B(x,y)\left({\dot {x}}\,dy-{\dot {y}}\,dx\right)}=\oint _{C}{B(x,y)\left({\dot {x}}{\dot {y}}\,dt-{\dot {y}}{\dot {x}}\,dt\right)}=0}
Это означает, что траектория {\displaystyle C} не может быть замкнутой.
■